# Agustí Colomines
Agustí Colomines i Companys (n. Barcelona, 11 de diciembre de 1957) es un historiador y político español. De ideología independentista catalana, experimentó una transición ideológica del comunismo de su juventud a posiciones derechistas. Profesor titular de Historia Contemporánea en la Universidad de Barcelona, y presidente entre 2007 y 2013 de la Fundación CatDem vinculada a Convergencia Democrática de Cataluña, el 2 de febrero de 2016 fue nombrado director de la Escuela de Administración Pública de Cataluña. El 20 de abril de 2018, fue cesado en el marco de la aplicación del artículo 155 de la Constitución española.

## Biografía
Hijo de Joan Colomines y de Margarida Companys (1917-1972), Agustí Colomines se licenció y doctoró en Historia Contemporánea por la Universidad de Barcelona. Especialista en historia del nacionalismo, de joven militó en Bandera Roja y en la Juventud Comunista de Cataluña, rama juvenil del PSUC. En 1979 participó en la fundación de Nacionalistes d'Esquerra y durante la primera legislatura del Parlamento de Cataluña fue secretario parlamentario del diputado Josep Benet. Es miembro de Acció per la República.

## Trayectoria
Ha sido profesor visitante en la Universidad East Anglia (Reino Unido, 1996), en la Universidad de Boston (2015) y en la Universidad Stanford (2018 y 2019). Discípulo del historiador Josep Termes, ha trabajado también con la socióloga Liah Greenfeld. Siguiendo la cronología establecida por Antoni Rovira i Virgili en su Historia del catalanismo (1936), escribió obras conjuntas con Termes.
Desde enero de 2004 hasta noviembre de 2007, fue director de Unescocat - Centre UNESCO de Cataluña, y desde septiembre de 2004 hasta septiembre de 2008 ocupó la presidencia del Instituto Linguapax. Desde el 28 de octubre de 2008 hasta julio de 2011, dirigió el Área de Estudios Nacionales e Identitarios (AENI), adscrita al IIP de la Universidad Abierta de Cataluña (UOC) y el curso 2010-2011 fue director de los Estudios de Artes y Humanidades de la misma UOC.
Desde diciembre del 2007 hasta el 1 de abril de 2013, fue director de la Fundación Catalanista y Demócrata (CatDem), vinculada a Convergencia Democrática de Cataluña.
En 2013, se reincorporó a la vida académica para dirigir la Cátedra Josep Termes de Historia, Identidades y Humanidades digitales en la Universidad de Barcelona. Es el investigador principal del Grupo de Investigación en Estudios Nacionales y Políticas Culturales (GRENPoC).
Desde noviembre de 2013, es secretario del Euromed Permanent University Forum (EPUF), una red de 100 universidades y centros de investigación del área euromediterránea de la que forma parte la Universidad de Barcelona. Es miembro del International Advisory Council de la Association for the Study of Ethnicity and Nationalism (ASEN), de la Escuela de Economía de Londres, y de la Association for the Study of Nationalities (ASN), radicada en la Universidad de Columbia (Estados Unidos). Asimismo, pertenece al consejo asesor internacional de la revista Nations and Nationalism.
En octubre de 2014, creó, junto con Lluís Juste de Nin, Ferran Mascarell, Mònica Sabata, Neus Aranda, Stefano Maria Cingolani, Ricard Domingo, Ada Ferrer, Jordi López Camps, Lourdes Mateu y Jordi Sellas, la plataforma Volem. Sobiranistes d'Esquerres. Con motivo de les elecciones convocadas por el Gobierno de España  para el 21 de diciembre de 2017 después de la destitución del gobierno de la Generalitat, participó en la configuración de Junts per Catalunya, una coalición electoral encabezada por Carles Puigdemont, con muchos independientes y miembros del PDeCAT. Junts per Catalunya obtuvo 34 diputados.
El 2 de febrero de 2016, fue nombrado director de la Escuela de Administración Pública de Cataluña por la consejera de Gobernación Meritxell Borràs, siendo cesado por el Consejo de Ministros el 20 de abril de 2018 en aplicación del artículo 155 de la Constitución española y después de la destitución del Gobierno presidido por Carles Puigdemont. Dirige la revista digital European Public Mosaic (EPuM).
Escribe en los diarios El Punt Avui y ElNacional.cat. En enero de 2015, creó, junto a Aurora Madaula, A&A Traficants d'Idees, una empresa de gestión cultural. Ha sido miembro del consejo directivo de Angle Editorial.
El 22 de mayo de 2018, registró el partido Moviment 1 d’Octubre ante el Ministerio de Interior con el objetivo de trasladar la unidad independentista de la calle a la política y en el Parlamento. Fue uno de los ideólogos detrás del proyecto político Crida Nacional per la República. Actualmente es miembro de Acció per la República, un grupo cercano a Carles Puigdemont e integrado en el Consell per la República.

## Obra
Ha publicado los siguientes libros:
- Catarroja 1936-1939: insurgent i administrada (1987).
- El catalanisme i l'Estat. La lluita parlamentària per l'autonomia, 1898-1917 (1993).
- Les Bases de Manresa de 1892 i els orígens del catalanisme (1992, con J. Termes).
- Les raons del passat. Tendències historiogràfiques actuals (1998, con V. S. Olmos).
- La resposta catalana a la crisi i la pèrdua de Cuba (1998).
- Testimoni públic (2001).
- Patriotes i resistents. Història del primer catalanisme (2003, con J.Termes).
- Manual de sensacions (2004).
- Pensar la contemporaneïtat: divuit entrevistes sobre la història (2005, con V. S. Olmos).
- Pàtria Progrés. La Mancomunitat de Catalunya 1914-1924 (2014, con Aurora Madaula).
- Josep Termes. Catalanisme, obrerisme, civisme (2014, con Teresa Abelló).
- «Liah Greenfeld. Una vida disidente», introducción, escrita con Aurora Madaula, del libro de Liah Greenfeld Pensar cono libertad. La humanidad y la nación en todos sus estados (2016).

Y los siguientes poemarios:
- Poemes de la neta del General (1993)
- De formes i llegendes o la desproporció del somnis (1997)
- La ira dels dies (2000)